# غيدقة مطوقة
غيدقة مطوقة (الاسم العلمي:Hydrophis torquatus) (بالإنجليزية: West Coast Black-headed Sea Snake)‏ هي نوع من الزواحف تتبع جنس الغيدقة من فصيلة العرابيد.